# Лемониус, Вильгельм Христианович
Вильгельм Христианович Лемониус (нем. Wilhelm Lemonius; 26 августа (7 сентября) 1817 — 13 (26) января 1903) — российский педагог,  директор 3-й Санкт-Петербургской гимназии.

## Биография
Родился в Санкт-Петербурге 26 августа (7 сентября) 1817 года. Отец — Христиан Иванович (Johann Christian) (31 октября 1785, Пернов — 19 декабря 1857, Санкт-Петербург), надворный советник, в 1845 г. бухгалтер и казначей; мать — Мария-Елизавета, урожд. Ломейер (Elisabeth Marie Lohmayer) (31 июля 1784 — 10 июля 1857, Санкт-Петербург). Его сестра, Елизавета (1822—1899) была замужем за архитектором академиком Эдуардом Львовичем Ганом.
В 1837 году окончил с золотой медалью 3-ю Санкт-Петербургскую гимназию, в которой будет позже преподавать более полувека и в течение 38 лет будет её директором. После окончания первого (историко-филологического) отделения философского факультета Санкт-Петербургского университета (1841) со степенью кандидата продолжил образование в Германии, где на собственные средства в течение двух лет (до 31.10.1843) слушал лекции в Берлинском университете. По возвращении в Россию в 1844 году был назначен старшим учителем древних языков (латинского и греческого) в 3-ю петербургскую гимназию. Преподавал также в училище при евангелическо-лютеранской церкви Св. Анны, где в течение многих лет читал курс немецкой словесности; в 1846—1890 годах — член училищного комитета. В 1848 году защитил в Петербургском университете диссертацию на степень магистра греческой и римской словесности: «De parasceniis». 19 января 1859 года стал директором 3-й гимназии.
Пользовался большим научным авторитетом, при его деятельном участии осуществлялись все крупные реформы в сфере народного просвещения: реформа среднего женского образования (1866), пересмотр устава гимназий и прогимназий (1870), разработка системы классического образования (1871), организация высших женских учебных заведений в России (1877).
С 19 января 1859 года по 1897 год. занимал должность директор Третьей Санкт-Петербургской гимназии. С 20 марта 1871 года он был назначен членом Учёного комитета — состоял председателем в комиссии по составлению новых учебных планов по латинскому и греческому языкам. В 1871 году посетил Берлин с целью ознакомления там с институтом учительниц и воспитательниц. В 1879 году председательствовал в комиссии, учрежденной при Министерстве народного просвещения для разбора работ учеников гимназий и прогимназий по греческому языку, отправлявшихся на Парижскую выставку. В 1880-х — 1890-х годах состоял в комиссии М. С. Волконского по реформе женского среднего образования; 30 ноября 1896 года был назначен членом Совета министра и оставил гимназию. Принимал деятельное участие в разработке системы классического образования, введённой графом Д. А. Толстым. С 1 января 1864 года — действительный статский советник, с 1 января 1880 года — тайный советник.
Написал несколько педагогических статей в журнале «Учитель» и ряд рецензий учебных книг по классической словесности, напечатанным в «Журнале Министерства Народного Просвещения».
Умер 13 (26) января 1903 года; похоронен на Волковом лютеранском кладбище.
В. Г. Дружинин впоследствии вспоминал:

Он обладал большими странностями, но это был человек чрезвычайной доброты; он прекрасно относился к воспитанникам. Его за это ценили гимназисты, что бывает редко; обыкновенно, оценка педагогов производится гораздо поздней, в зрелом возрасте. Но к Лемониусу (в просторечии его именовали Лемондером) все относились с почтением. Впоследствии мы узнали, что он пользовался большим уважением педагогов за то, что, не щадя себя, при всяких нападках на них со стороны Округа и даже Министерства, всячески их защищал и отстаивал, до тех пор, пока проступок, ставившийся в вину, не был ему доказан с очевидностию.
Д. С. Мережковский оставил выразительный словесный портрет В. Х. Лемониуса:
Лемониус директор, глух и стар.

Софокла нам читал и Одиссею,

Нас усыплять имея редкий дар,

Но до сих пор пред ним благоговею,

Лишь вспомню, с крепким запахом сигар,

Я вицмундир перед скамьёй моею

И тонкий пух его волос

И в голубых очках багровый нос.

## Публикации
- De commendando litterarum antiquarum studio Oratio // Двадцатипятилетний юбилей 3-й Санкт-Петербургской гимназии. — СПб., 1848.
- Lemonius, Joh. Wilhelm, Observationum in Vitruvium capita duo. Einladungsschrift. Petropoli typis acad. Scientiorum. 1850.
- Общеобразовательные и специальные женские заведения в Берлине // ЖМНП. — Май 1871.

## Награды
ордена
- орден Св. Станислава 2-й степени (1860)
- орден Св. Анны 2-й степени (23 декабря 1866)
- орден Св. Владимира 3-й степени (1 января 1871)
- орден Св. Станислава 1-й степени (1 января 1873)
- орден Св. Анны 1-й степени (1 января 1877)
- орден Св. Владимира 2-й степени (1 января 1886)
- орден Белого Орла (1 января 1899)

медали
- Знак отличия «За L лет беспорочной службы»
- Медаль «В память войны 1853—1856» на Андреевской ленте
- Медаль «В память царствования Императора Николая I»
- Медаль «В память царствования императора Александра III»

## Семья
Жена: Эмилия Александровна, урожд. Дипнер, из рода прибалтийских немцев (Emilie Dipner) (19 октября 1826 — 6 июля 1900, Санкт-Петербург).
На 1902 год имел трёх сыновей и трёх дочерей (Анна, Елизавета, Эмма):
- дочь (1852—?)
- Фёдор Вильгельмович (Васильевич) (Johann Theodor) (2 (14) апреля 1853 — март 1917, Гросс-Рооп), лекарь (с 1883), вольнопрактикующий хирург, коллежский советник (с 19.03.1898), имение в Гросс-Роопе, Вольмарского уезда, Лифляндкой губернии[10]. Женат на дочери директора гимназии Елизавете Графф (Elisabeth Graff) (р. 18.08.1885), двое детей. Умер от туберкулёза[11][12].
- дочь (1862—?)
- дочь (1866—?)
- Павел Вильгельмович (Васильевич)[13] (Paul Johann) (род. 8 июля 1868), статский советник, инженер-железнодорожник, женат на Марии Романовне[14][15].
- Роберт Вильгельмович (Васильевич) (1870—?), присяжный поверенный и присяжный стряпчий (на 1903), адвокат; с 10 июня 1906 г. женат на Альме Борисовне (Альме Кларе Октавии Константиновне), урожд. Келлер (Alma Klara Oktavia Keller)[16][17].